# Lord Ruthven of Freeland
Lordowie Ruthven of Freeland 1. kreacji (parostwo Szkocji)
- 1651–1673: Thomas Ruthven, 1. lord Ruthven of Freeland
- 1673–1701: David Ruthven, 2. lord Ruthven of Freeland
- 1701–1722: Jean Ruthven, 3. lady Ruthven of Freeland
- 1722–1783: Isobel Ruthven, 4. lady Ruthven of Freeland
- 1783–1783: James Ruthven, 5. lord Ruthven of Freeland
- 1783–1789: James Ruthven, 6. lord Ruthven of Freeland
- 1789–1853: James Ruthven, 7. lord Ruthven of Freeland
- 1853–1864: Mary Elisabeth Thornton Hore-Ruthven, 8. lady Ruthven of Freeland
- 1864–1921: Walter James Hore-Ruthven, 9. lord Ruthven of Freeland
- 1921–1956: Walter Patrick Hore-Ruthven, 10. lord Ruthven of Freeland
- 1956–1982: Bridget Helen Monckton, 11. lady Ruthven of Freeland
- 1982–1994: Charles James Ruthven Howard, 12. hrabia Carlisle i 12. lord Ruthven of Freeman
- 1994 -: George William Beaumont Howard, 13. hrabia Carlisle i 13. lord Ruthven of Freeland